# Le Corbusier

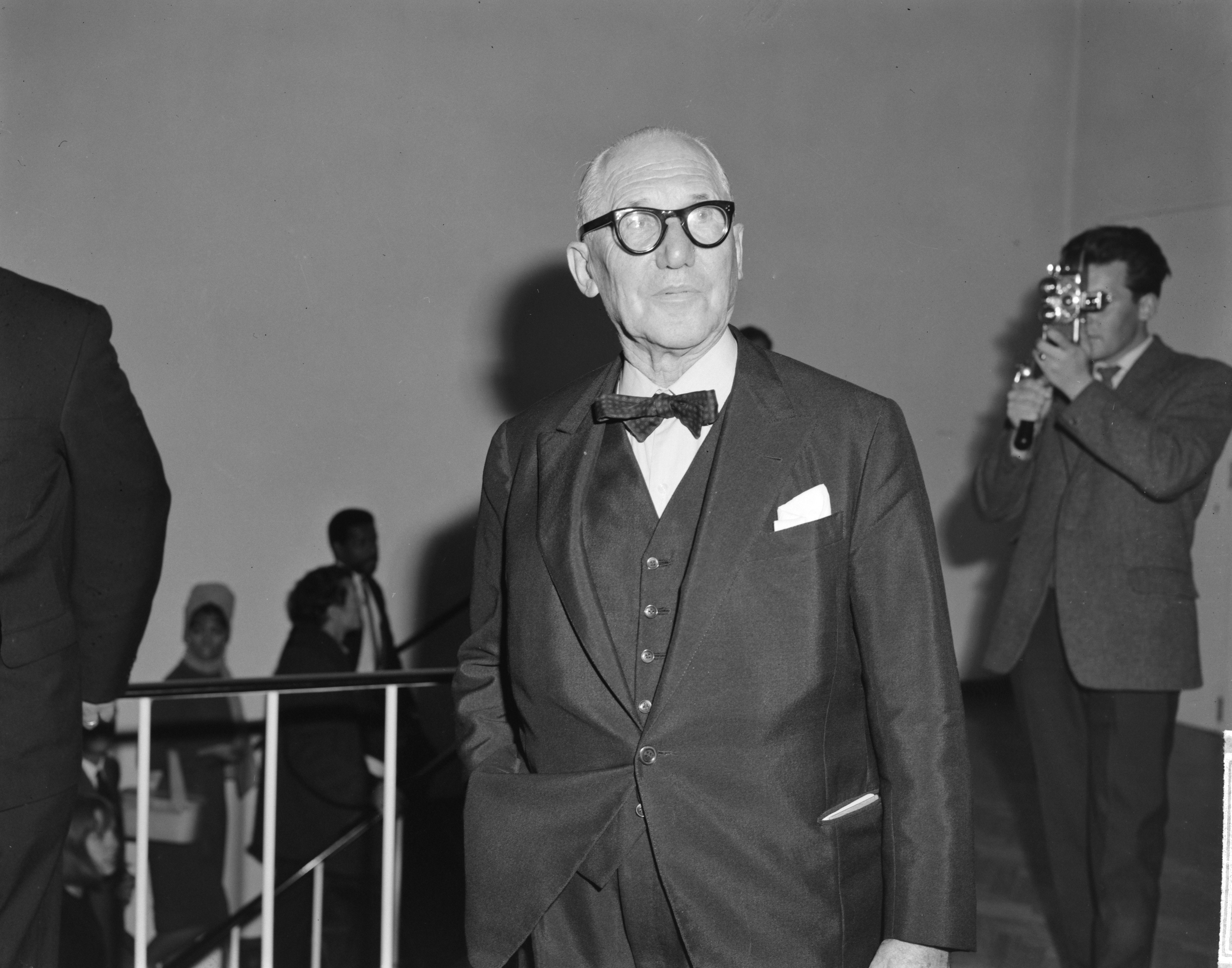
Le Corbusier (Stedelijk Museum, 1964)

Le Corbusier, geboren als Charles-Édouard Jeanneret-Gris (La Chaux-de-Fonds, 6 oktober 1887 – Roquebrune-Cap-Martin, 27 augustus 1965) was een Frans-Zwitserse architect en stedenbouwkundige. Zijn betekenis en invloed voor het nieuwe bouwen en de internationale stijl waren zo groot dat hij soms de 'architect van de 20e eeuw' wordt genoemd. Zijn werk oogstte veel lof, maar ook veel kritiek. Critici zien hem verantwoordelijk voor de dood van de architectuur en de zielloosheid van de moderne stedenbouw, terwijl anderen zijn werk prijzen en vergelijken met de genialiteit van Michelangelo of Picasso.

## Leven

### 1906-1916
Hij groeide op als zoon van een emailleur van horlogekasten en een amateurpianiste in zijn geboortestad, La Chaux-de-Fonds in Zwitserland, en bezocht daar vanaf zijn 14de (1901) de School voor Decoratieve Kunsten om lessen in graveren te volgen. Daar werd hij beïnvloed door zijn mentor Charles L'Eplattenier. Op negentienjarige leeftijd (1906) bouwde hij met René Chappalaz Villa Fallet in zijn geboorteplaats. De eerste van een reeks van zes in de periode 1906-1916.
Hij wisselde zijn bouwactiviteiten af met langdurige studiereizen naar de Donaulanden, de Balkan en Toscane (1907). In Wenen werkte hij een tijdje bij Josef Hoffmann (Oostenrijks architect en ontwerper) en kwam zo ook in contact met het werk van de Oostenrijkse architect Adolf Loos, dat een sterke indruk op hem maakte. In 1909 trok hij naar Parijs, waar hij veertien maanden werkte voor het ingenieursbureau van Auguste Perret, architect en specialist in gewapend beton. Perret had ongetwijfeld een grote invloed op Le Corbusier, aangezien deze ervan overtuigd was geraakt dat gewapend beton het materiaal van de toekomst was.
In 1910 werkte hij als tekenaar in het atelier van Peter Behrens in Neubabelsberg, waar toen ook Walter Gropius en Ludwig Mies van der Rohe werkten. Het hechte samenwerkingsverband tussen architecten, ingenieurs, industriële ontwerpers en kunstenaars binnen de groot-industrie was uniek in Europa. Le Corbusier realiseerde zich wat men kon bereiken met standaardisatie en machinale serieproductie. In 1911 reisde hij naar de Balkan en het oostelijke deel van het Middellandse Zeegebied, waar hij geboeid raakte door de architectonische kwaliteiten van de traditionele woning met zijn karakteristieke witte kleur en kubistische vormgeving.
Zijn werken van na 1920 waren onder andere gebaseerd op deze architectonische impressies. Na de laatste villa in een serie van zes in Zwitserland, besloot hij in 1916 zich definitief in Parijs te vestigen. Via Auguste Perret leerde hij de schilder en publicist Amédée Ozenfant kennen. Deze zou zijn ontwikkeling een definitieve richting geven. Ozenfant introduceerde hem in kringen van de Parijse avant-garde, kubisten, futuristen en dadaïsten. In die tijd wierp hij zich met veel energie op het schilderen. Hij ging in zijn schilderkunst echter niet over tot volledige abstractie. In samenwerking met Ozenfant ontwikkelde hij zo een nieuwe theorie, namelijk die van het purisme, die werd gepubliceerd in het boek Après le Cubisme (1918).

### Leven als schilder
In de periode rond 1920 leefde Le Corbusier vooral van zijn schilderwerk, dat hij beschouwde als een soort 'laboratorium' waarin hij vrij kon experimenteren met vormen, kleuren en ordeningsprincipes. Deze experimenten uitten zich ook in zijn architectonisch werk in die jaren. Vanaf deze tijd werkte hij onder zijn pseudoniem. Zijn bijnaam, die was afgeleid van de naam van zijn grootmoeder, Lecorbésier, werd in 1920 voor het eerst gepubliceerd in het tijdschrift L'Esprit Nouveau.
Gedurende heel zijn carrière bleef hij tekenen en schilderen, waarbij hij zijn artistieke ideeën vrij kon uitdrukken. Hij werkte vooral rond drie thema's: stillevens, vrouwelijke figuren en stieren.

### Tijdschrift L'Esprit Nouveau
Een belangrijke stap in zijn ontwikkeling zette Le Corbusier in 1919, toen hij, samen met Ozenfant en dichter Paul Dermée, het maandtijdschrift L'Esprit Nouveau oprichtte. Le Corbusier maakte deel uit van de redactie en verzorgde de productie en financiering. In deze revue internationale d'esthétique werd aan een scala van actuele ontwikkelingen op het gebied van de cultuur aandacht besteed: muziek, theater, politiek, literatuur, film en beeldende kunst. De onderwerpkeuze en de faam van de medewerkers maakten het blad tot een succes en tal van leden van de Parijse culturele elite abonneerden zich. In dit tijdschrift publiceerde Le Corbusier een lange reeks van artikelen over architectuur, stedenbouw en toegepaste kunst. Een deel ervan is samengebracht in het boek Vers une Architecture.

### Vijf punten van een nieuwe architectuur

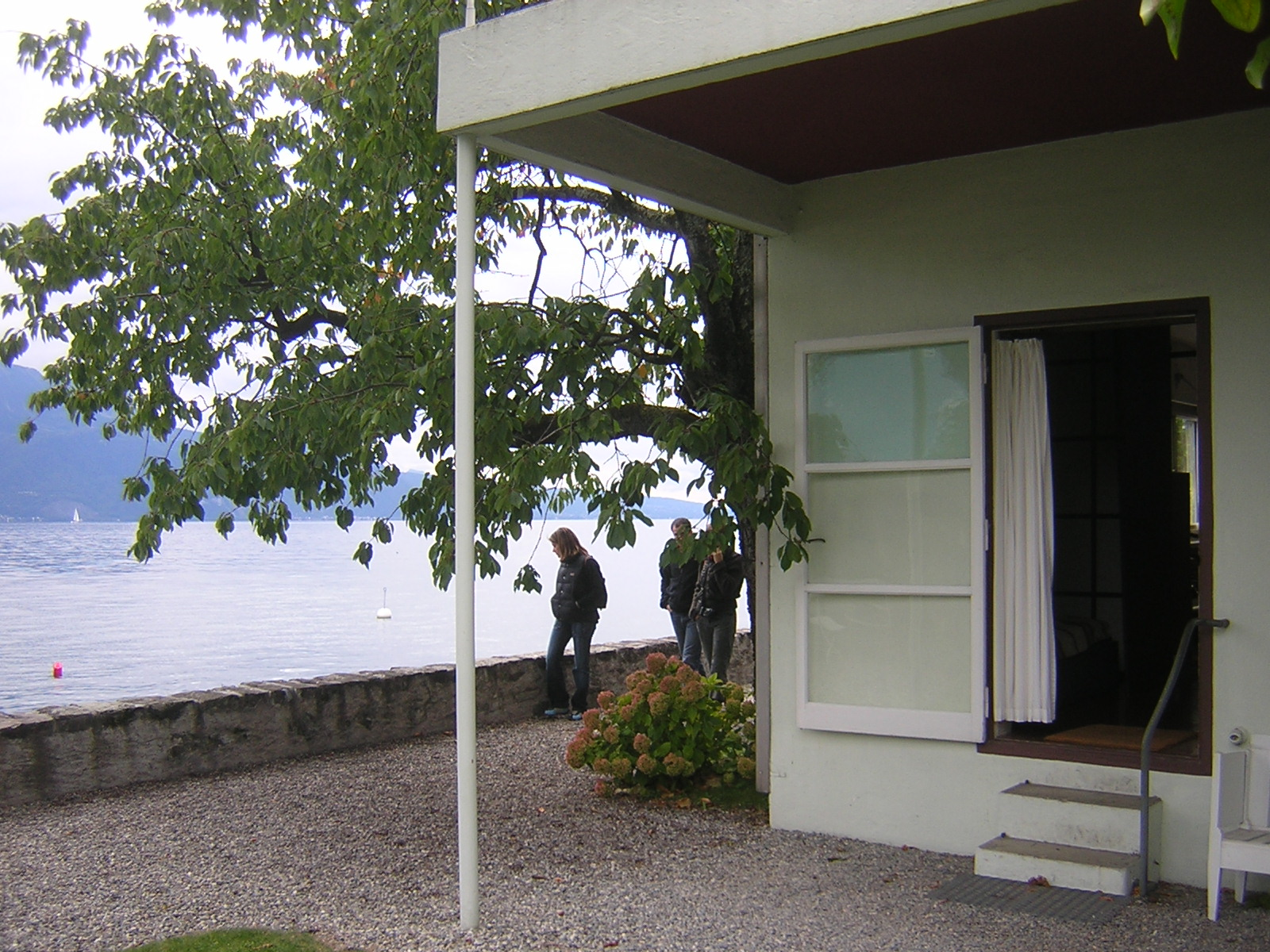
La petite maison, Zwitserland 1923

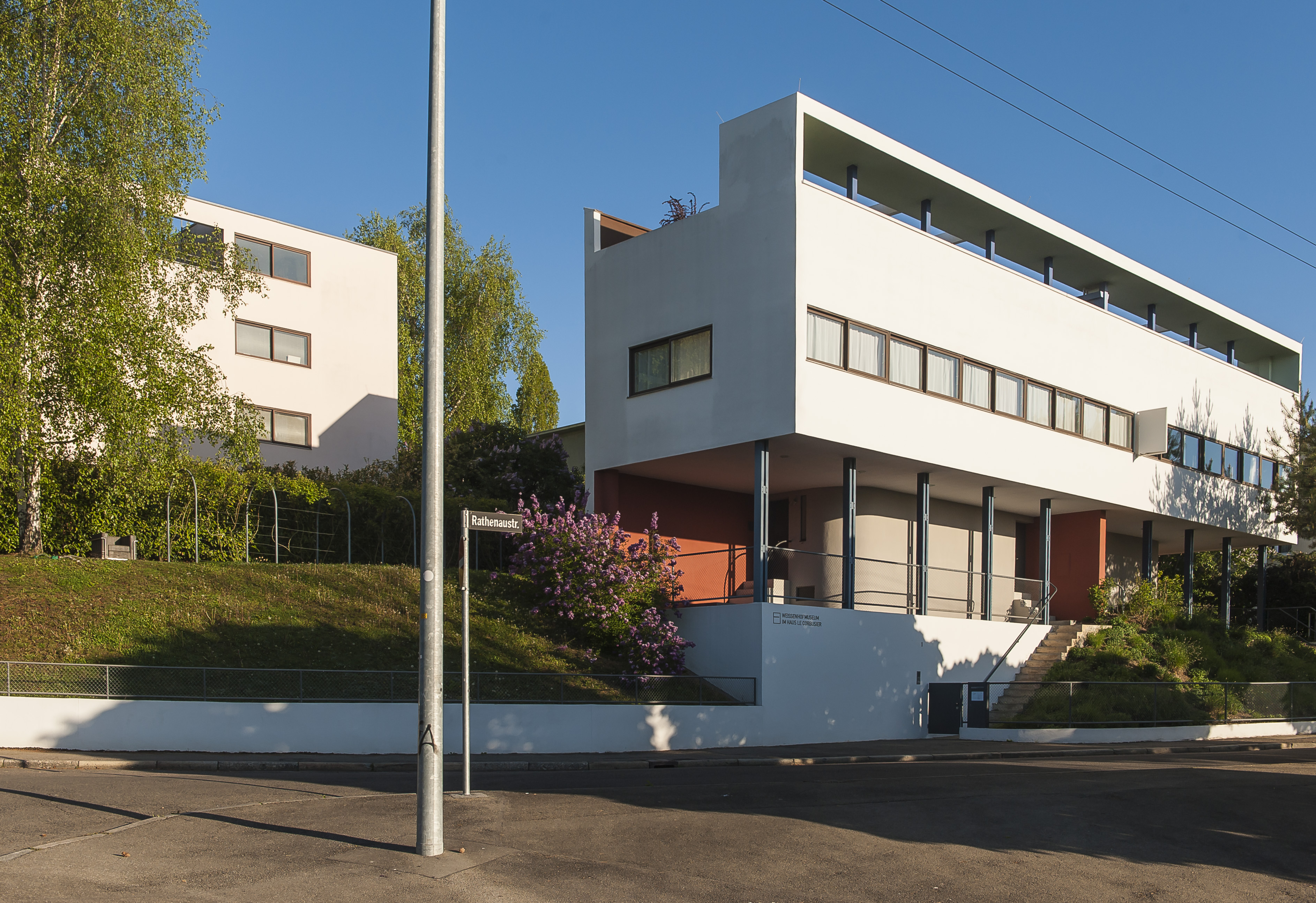
Weissenhof, Stuttgart 1927

Deze werden gebundeld in de boeken Vers une Architecture (1923), Urbanisme (1925) en L'Art Décoratif d'Aujourd'hui (1925). In 1926 stelde Le Corbusier zijn architectonische concept voor in een handzame formule van vijf basisprincipes, de 'vijf punten van een nieuwe architectuur':
- Les pilotis: de kern van het gebouw moet op zuilen vrij van de grond staan.
- Le toit habité: het platte dak wordt ingericht als verblijfsruimte ingericht, daktuinen
- Le plan libre: vrije indeling op elk niveau dankzij skeletbouw
- La façade libre: de gevels zijn geen dragende muren
- La fenêtre en longueur : het horizontale panoramaraam

### De jaren 20
De meeste ontwerpen van de jaren hierna vertonen een dergelijke 'assemblage' of samenvoegen van volumes binnen de doosvorm. In de constructies van Maison Cook in Parijs (1926) en de Villa Savoye in Poissy (1929) werkte hij bovendien het element van de kolommen verder uit. Hij zette deze huizen op vrijstaande kolommen en de begane grond is, op een toegangsportaal en een garage na, vrijgehouden. De laatstgenoemde villa wordt ook de tempel van het machinetijdperk genoemd, vanwege de uitzonderlijke manier waarop de verkeersfunctie zichtbaar wordt gemaakt. Tussen 1922 en 1925 ontwikkelde Le Corbusier het Plan Voisin dat voorzag in de kaalslag van het 3e en 4e arrondissement van Parijs waar een ensemble van 18 woontorens met ieder 60 etages zou moeten verrijzen.
In 1928 leverde de oprichting van het Congrès internationaux d'architecture moderne (CIAM), waar hij bij betrokken was, hem een nieuw platform op. Jarenlang was hij daarvan een belangrijk woordvoerder. Omstreeks 1930 was Le Corbusier uitgegroeid tot een internationaal bekende architect, vooral dankzij het indringende en strijdbare karakter van zijn publicaties, die elkaar in hoog tempo opvolgden. Ze spraken een groot publiek aan en raakten kennelijk de juiste snaar, in een tijdperk waarin, in tal van landen, architecten vorm probeerden te geven aan de moderne architectuur van de twintigste eeuw. Hij bereikte zijn succes door in zijn felle manifesten duidelijke taal te spreken. Dat hij zeer populair werd in de loop van de jaren twintig, blijkt uit het feit dat er in 1926 al een eerste biografie over hem verscheen. In 1930 verscheen het eerste deel van zeven boeken: het oeuvre Complète.

### De jaren 30

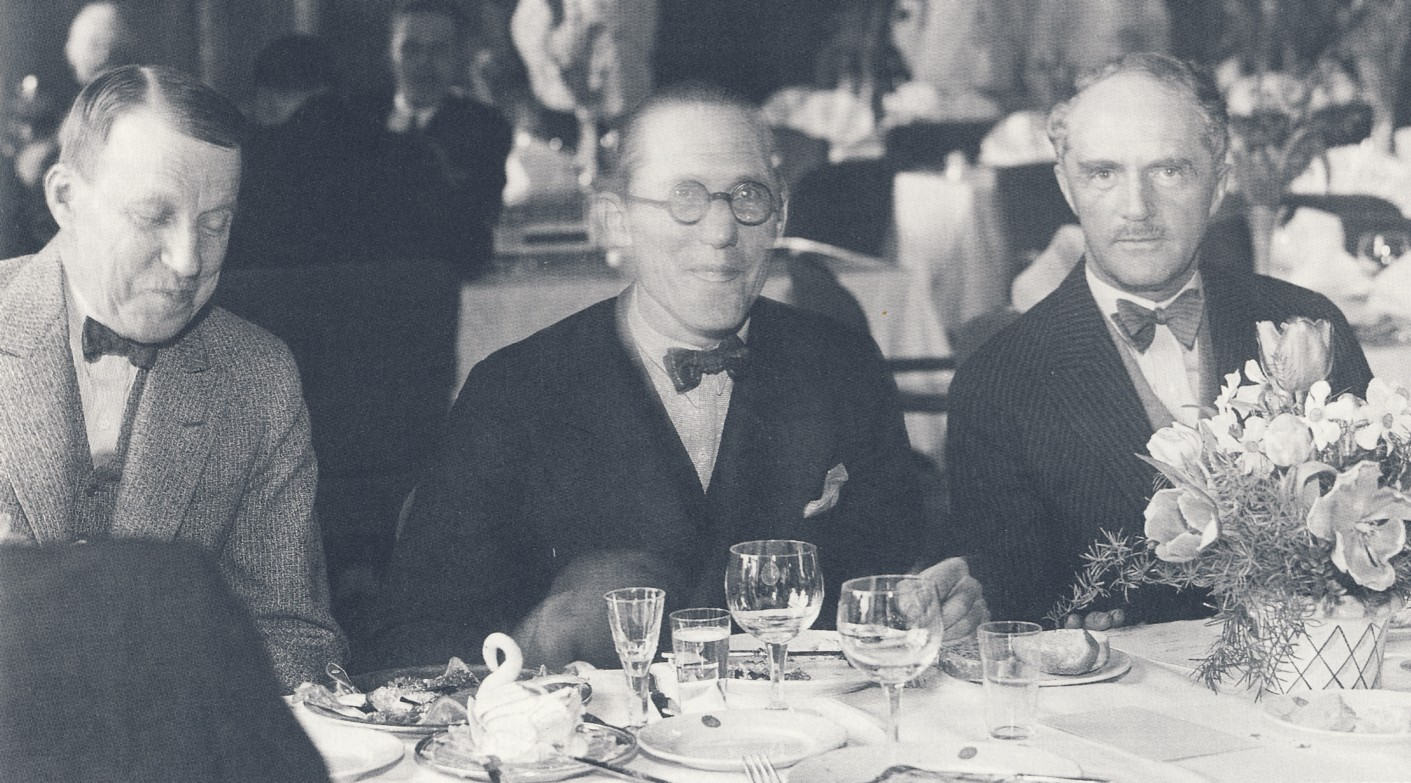
Le Corbusier (midden) met Erik Lallerstedt (links) en Ivar Tengbom (rechts) in 1933 in Stockholm

In 1930 nam Corbusier de Franse nationaliteit aan. In de jaren dertig hield Le Corbusier zich meer en meer bezig met stadsontwerpen. Zo was hij een van de inzenders van een ontwerp voor het Paleis van de Sovjets in Moskou. In 1933 nam hij deel aan het vierde CIAM-congres in Athene met als thema 'de functionele stad', in 1934 bezocht hij de nieuwe steden in de Pontijnse moerassen en in 1935 presenteerde hij het stadsontwikkelingsproject voor Zlín, in de Tsjechische regio Moravië. In 1936 probeerde hij (niet voor het eerst) voet aan de grond te krijgen in het Italië van Mussolini, door de Italiaanse ambassadeur een schets te sturen van hoe hij het ontwerp voor zich zag van het kort daarvoor door Italiaanse troepen veroverde Addis Abeba waarvan hij had gehoord dat er ontwerpen voor gemaakt werden op basis van de 'ouderwetse' ideeën op basis van het concept tuinstad. Hij reisde ook voor de eerste keer naar de Verenigde Staten, maar kwam teleurgesteld terug. In 1937 werd hij onderscheiden met het Legioen van Eer. Le Corbusier ontwierp het Les Temps Nouveaux-paviljoen voor de Wereldtentoonstelling van 1937 in Parijs en organiseerde in dat jaar ook het vijfde CIAM-congres, met als thema 'wonen en ontspannen'.

### De jaren 40
Tijdens de Tweede Wereldoorlog was Le Corbusier stadsplanner voor het Vichy-regime. Hij was in deze periode een overtuigd antisemiet met openlijke sympathieën voor het Franse en Duitse fascisme. Na de oorlog was hiervan echter weinig meer te bemerken. Na de bevrijding in 1944 was hij voorzitter van de Commissie voor stadsplanning van het Nationale front van architecten. Een jaar later ontwierp hij plannen voor wederopbouw van de stad Saint-Dié en Saint-Gaudens en La Rochelle-La Pallice, maar deze werden niet uitgevoerd. In 1946 begon hij aan het ontwerp voor het wooncomplex Unité d'Habitation in Marseille en maakte hij samen met de Bretonse meubelmaker Joseph Savina zijn eerste sculpturen.

### De jaren 50

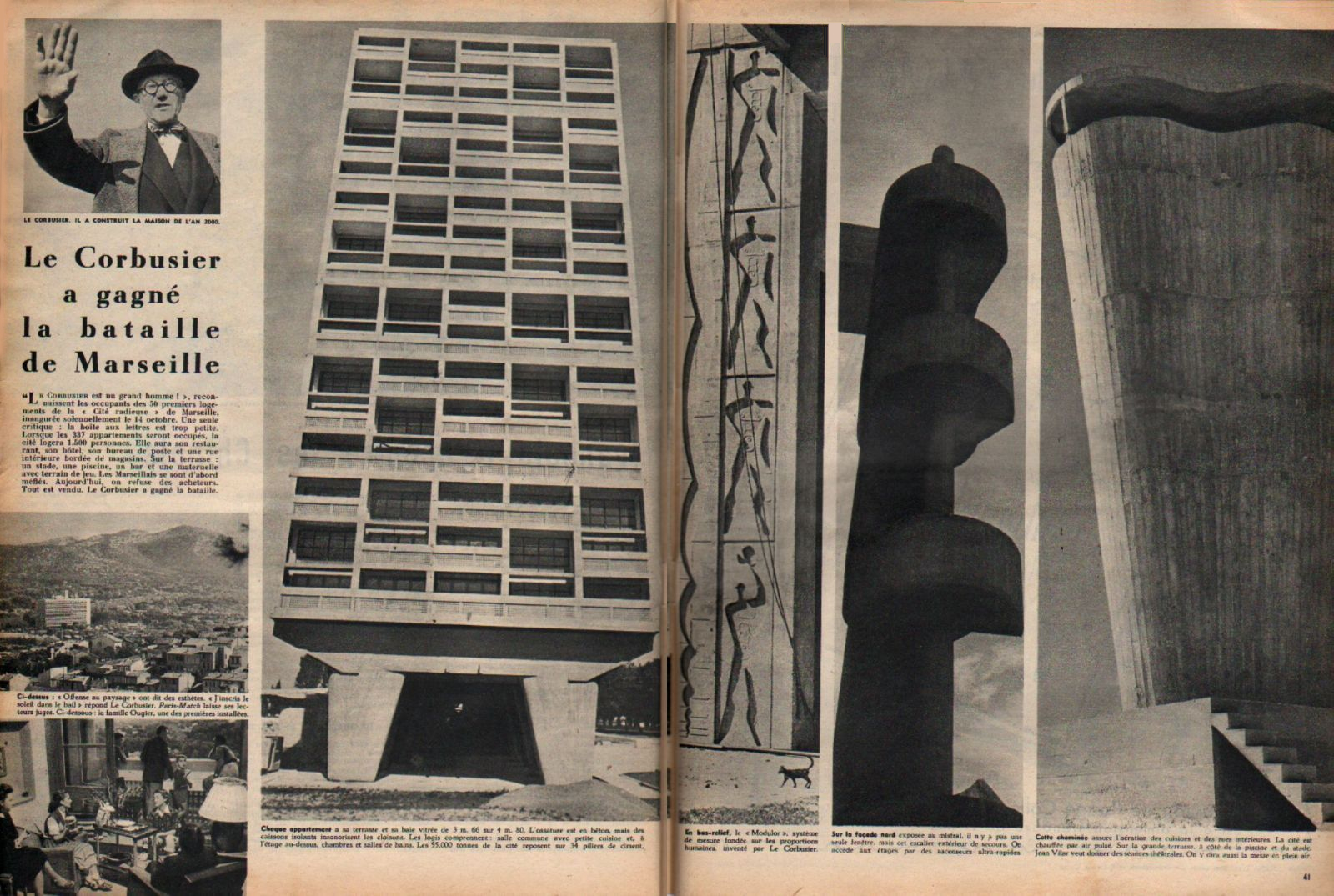
Unité d'Habitation in Marseille (1952)

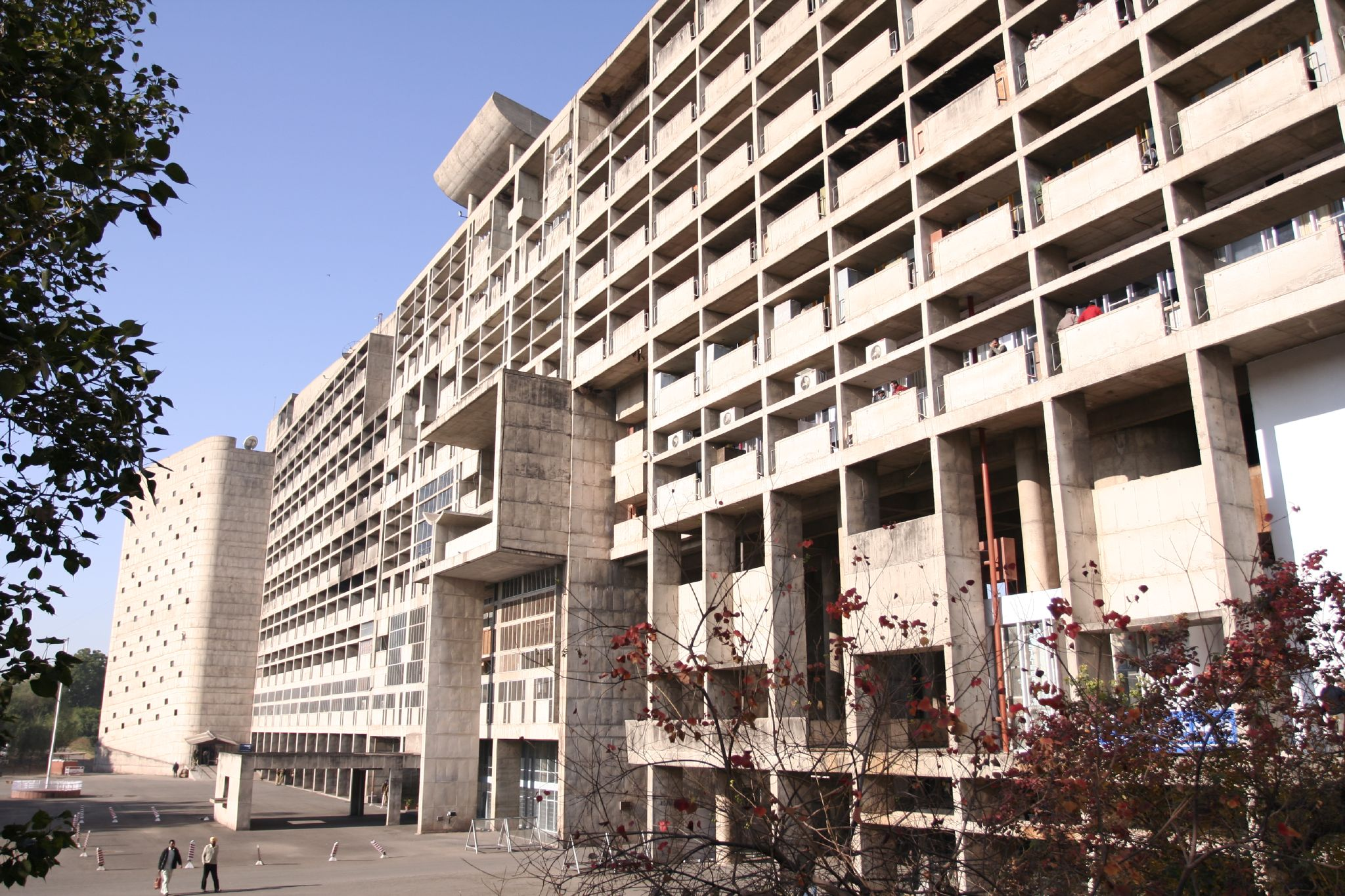
Chandigarh secretariaat (1953)

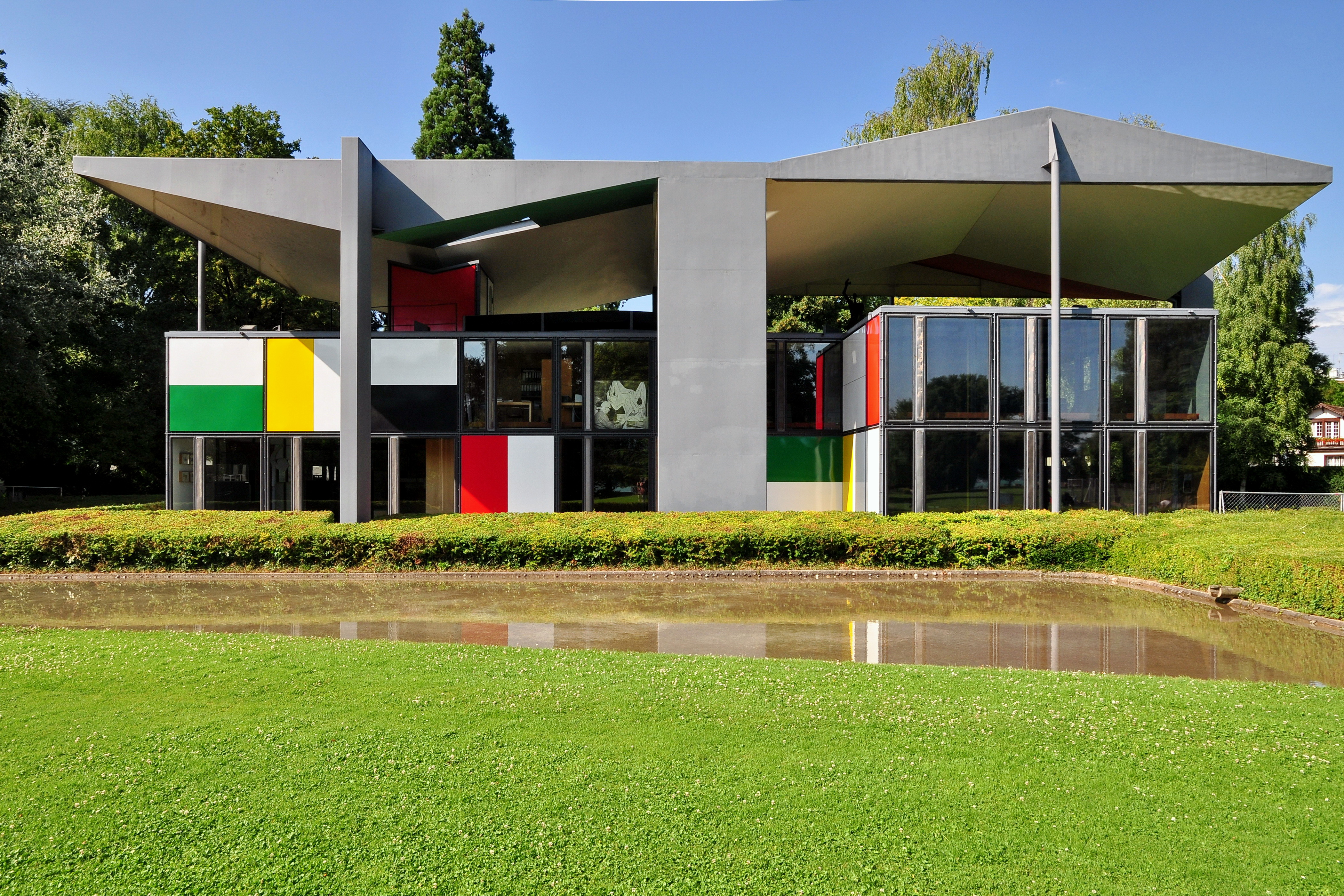
Centre Le Corbusier in Zürich (1967)

Begin jaren vijftig publiceerde hij het eerste deel van zijn boek over de Modulor en presenteerde hij het modulorsysteem in een werkgroep op de Milanese Triënnale, die als thema 'goddelijke verhoudingen' had. Op de wereldtentoonstelling van 1958 in Brussel liet hij het Philips-paviljoen verrijzen. Dat jaar deed hij ook mee aan een competitie rond de wederopbouw van het centrum van Berlijn.

### De jaren 60
In de jaren zestig kreeg hij nog tal van opdrachten. Hij overleed op 27 augustus 1965 in Roquebrune-Cap-Martin (bij Nice, Frankrijk), waar hij zelf een klein huis had gebouwd.

## Standaardisering en samenhang
Le Corbusiers gebruik van rationele structuren, simpele materialen en standaardisering, vindt zijn wortels in de ascetische en harmonieuze doctrine van het orphisme. Le Corbusier wedijverde voor een monnikenleven, waarbij lange uren in afzondering worden doorgebracht. Een van de belangrijkste doelstellingen van Le Corbusier was om mensen te helpen in het proces van savoir habiter: 'weten hoe te leven'.

### Standaardisering
Le Corbusier had een obsessie voor de orde van de natuur. Hiervoor zijn drie motieven te vinden:
- het leveren van goedkope hogekwaliteitswoningen;
- het vergemakkelijken van het leven;
- het verbinden van mensen door hun medegebruik van standaardelementen.

Centraal in Le Corbusiers idee van gemeenschap was het concept van La Ville radieuse. Stralende architectuur zou invloed uitoefenen op zijn omgeving en bovendien kan architectuur 'stralend worden gemaakt' door het gebruik van de 'modulor', Corbusiers eigen proportiesysteem. Le Corbusier benadrukte het belang van de relatie en communicatie om zo een hogere vorm van beschaving tot stand te brengen. Hierbij zou duidelijke standaardisering de hoofdrol spelen.
Le Corbusier streefde tot op het einde van zijn carrière naar een minutieus onderzoek van elk detail verbonden met het huis, en een gesloten onderzoek voor een standaard.

### Standaardmaterialen
Le Corbusier was zodanig geobsedeerd door standaardisatie dat hij zocht naar een standaardpalet van materialen:
- natuurlijke materialen, met hun grote variatie in samenstelling, moesten vervangen worden door vaststaande.

Met dit laatste bedoelde hij dat hun karakter voorspelbaar en onveranderlijk moest zijn; het product van een productielijn.
Materialen konden worden ingedeeld in twee categorieën:
1. natuurlijke en
2. artificiële.[11]

In zijn vroege werk behandelde hij beton als een "vast" materiaal, tegengesteld aan een natuurlijk materiaal; hij wilde een ongepolijste afwerking creëren of ten minste de illusie van een ongepolijste afwerking.
In zijn latere werk zou dit veranderen. Beton werd voor hem een materiaal van eenzelfde orde als steen, hout of klei. Het leek mogelijk om beton te zien als een gereconstrueerde steen, zelfs kale beton.
Toch groeit in zijn werk de spanning tussen zijn verlangen naar een ongerepte fabrieksafwerking, met gegarandeerde structurele capaciteiten enerzijds, en de noodzaak om ter plaatse gevonden materialen en vaardigheden anderzijds. Het enthousiasme voor standaardisatie werd strijdig met het enthousiasme voor regionalisme. Dit belette niet dat Le Corbusier meer en meer geïnteresseerd werd in de 'mogelijke pracht van een architectuur die was aangepast aan de omgeving en de plaatselijke materialen'.
Le Corbusier bleef evenwel de universele en eenmakende kwaliteiten van zijn structurele oplossingen benadrukken. Hij was duidelijk verliefd op de monumentale mogelijkheden van betonconstructies en had het moeilijk om openbare gebouwen te ontwerpen in een ander materiaal.

### Standaardstructuren
Fundamenteel voor Le Corbusiers zoektocht naar gestandaardiseerde woningbouw was de zoektocht naar een gestandaardiseerde structuur ter ondersteuning. Zijn doel was de ideale structuuroplossing te vinden, en dit voor elk voorhanden zijnde materiaal.

#### Betonskeletten
Het skelet, dat in zijn werk wordt teruggevonden, is gebaseerd op het domino-frame dat sinds 1914 in zijn werk is toegepast. Dit skelet is opgebouwd uit een vloer-, een verdiepings- en een daktuinplaat, die via een eenvoudige dubbele trap verbonden zijn en ondersteund worden door slanke kolommen, die de vroegere structurele rol van de voorgevel en de muren hebben overgenomen. Dit geeft de architect een grotere vrijheid voor zijn ontwerpen.
Het Maison Domino (en de hiervan afgeleide Villa Savoye) zijn 'symbolen van emancipatie', met hun implicaties van 'sociale vrijheid'. Deze ontwikkeling liep parallel met Le Corbusiers verklaring over de 'vijf punten voor een nieuwe architectuur'.
Zoals blijkt uit het Carpenter Centre sluipen soms structurele 'oneerlijkheden' in het werk van Le Corbusier. Hij bleek soms meer geïnteresseerd in kwesties als compositie en geometrische harmonie. Zoals hij zelf schreef in Towards a New Architecture: 'de ingenieur werd uitgewist en de beeldhouwer komt tot leven – contouren gaan verder dan het bereik van de praktische mens, de durvende man, de ingenieuze mens; zij vragen naar de plastische artiest.'

#### Staalstructuren
Terwijl Le Corbusier voornamelijk bekend is van zijn voorliefde voor beton, blijkt bij nadere beschouwing van zijn oeuvre een even grote passie voor staal. Staal vervulde een vooraanstaande rol in zijn visie op droogbouw.

#### Gewelfde daken
De schoonheid van een gewelfd dak bestaat erin dat een huis kan worden opgebouwd uit herhaalde modules of cellen. Le Corbusier schreef: 'Het ontwerpen van zulk huis vereist extreme zorg aangezien de bouwelementen de enige architectonische middelen zijn.' De gewelven worden niet door de muren gedragen, maar door massieve betonlateien. De compositie bestaat erin openingen te creëren in de parallelle muren om een spel te spelen tussen het solide en de openheid. De muren van de gewelfde huizen bestonden meestal uit steen of gestampte leem. Le Corbusier had zeer wel bepaalde ideeën over de te gebruiken types steen en de verbindingen. Le Corbusier hoopte dat de materialen en vormen van zijn gebouwen de bewoners zouden verheffen, door bepaalde levenswijzen aan te moedigen en te versterken. Zo diende de interieurafwerking van elk uit aarde gebouwd huis extreem eenvoudig te zijn, waarbij hout en stenen tegels tot het primitieve gevoel van het geheel dienden bij te dragen, samen met het met gras bedekte dak.

## Somatisch detail
Le Corbusier was heel bekommerd om de manier waarop het lichaam op de kunst en de architectuur zou reageren. Hij geloofde dat de voornaamste middelen om gedachten te beïnvloeden, het beïnvloeden van het lichaam in het onbewuste was. Le Corbusier deed daarom in zijn architectuur een beroep op de zintuigen en dit op verschillende manieren.

### Antropomorfisme
Le Corbusier schreef over zijn plan van de 'stralende stad' dat er een balans was tussen mannelijke en vrouwelijke elementen. Hij definieerde mannelijke architectuur als 'sterke objectiviteit van vormen', terwijl hij vrouwelijke architectuur omschreef als 'grenzeloze subjectiviteit'. Zijn architectuur werd een huwelijk tussen deze beide tegengestelde types. Le Corbusier had een voorliefde voor het maken van analogieën tussen gebouw en lichaam. Daarom gaf hij zijn gebouwen een kleurcode gebaseerd op de functie. Kleuren werden gebruikt om verschillen aan te geven tussen de hoofd- en de bijstructuren, het lichaam en het gebouw. Hij nam antropomorfe vormen in zijn architectuur op om daarmee de psychologische impact op de bezoeker te maximaliseren.

### Aanraking
De menselijke tastzin speelt in het werk van Le Corbusier een heel belangrijke rol. Hij geloofde dat: 'Aanraking is een tweede soort zien. Sculptuur en architectuur, wanneer hun vorm inherent succesvol kan worden gestreeld; inderdaad, onze handen worden naar hen toe gedreven'.

### Kenmerkende architectonische principes

#### Muren en pilotes
Le Corbusier koos voor de afwerking steeds voor schurende, onsympathieke en ronduit defensieve kwaliteiten, maar slaagde desondanks er toch altijd in om een heel comfortabele architectuur te maken, een architectuur waarin het lichaam zich ondersteund voelde. Hij maakte ook altijd gebruik van contrast en dit vaak op een heel sensuele manier. Het is namelijk zo dat de ervaring van zachte of schurende materialen wordt versterkt als deze tegenover elkaar worden geplaatst. Het gebruik van contrast is een welbekende techniek bij architecten en designers om de inherente schoonheid van uiteenlopende texturen en vormen tot uitdrukking te brengen; in het werk van Le Corbusier heeft het ook vaak een symbolische lading.

#### Deurklinken en leuningen
Le Corbusier ontwierp deurklinken als uitnodiging tot aanraking en leuningen om het lichaam te ondersteunen. Hoewel zijn smaak in handgrepen en andere details veranderde gedurende zijn carrière, waren ze altijd glad en gebogen en prettig om aan te raken. Le Corbusier ontwierp deze duidelijk met de tastzin in gedachten.

#### Meubels
Le Corbusier schreef: 'Een nieuwe term heeft het oude woord meubels vervangen, dat stond voor traditie en beperkt gebruik. Die nieuwe term is "uitrusting".' De meubels van het huis waren voor Le Corbusier 'human-limb objects', met andere woorden een uitbreiding van het menselijk lichaam. Deze objecten zijn in proportie met onze ledematen en aangepast aan onze bewegingen. Zij hebben een gelijke schaal en passen in een module. Deze nieuwe huiselijke uitrusting, die niet lang meer is gemaakt uit hout maar uit metaal, wordt gemaakt in fabrieken die gewoon zijn kantoorinrichting te vervaardigen. Samen met Perriand onderscheidde Le Corbusier vier verschillende wijzen van zitting, elk leidend tot een bijzonder stoeldesign. Zo heb je siege à dossier basculant, de fauteuil grand confort, chaise longue (de LC4) en siege tournant.

#### Vloeren
Niet enkel onze handen zijn in contact met de structuur van een gebouw, maar ook onze voeten. Door de afwerking van de vloer kan een ordening worden aangebracht. Le Corbusier gebruikte vloervlakken om ruimtes van elkaar te onderscheiden.

### Kleur
Kleur werd bij Le Corbusier symbolisch gebruikt om het humeur te beïnvloeden en de aanwezigheid van bijzondere architecturale elementen te versterken of te verzwakken. In zijn beginjaren deelde zijn architectuur het gedempte mediterrane palet en de uniforme gladheid van zijn vroegere puristische schilderijen. In het later werk van Le Corbusier, werden grote gekleurde vlakken geïntroduceerd in de oppervlakken van de meubels, die zo vaak zijn gebouwen bewoonde. Het creëren van harmonie door kleuren en het cederen van harmonie door proportie waren steeds parallelle processen.

### Ruimte
Een verder middel om het lichaam te beïnvloeden was door geometrie. In zijn vroege jaren, gebruikte Le Corbusier regulerende lijnen om harmonieuze ruimtelijke berichten te zenden naar de zintuigen; In zijn later werk zal de modulor bij deze taak helpen.

### Geluid
Deze bespreking over hoe Le Corbusiers architectuur beroep doet op het lichaam zou incompleet zijn zonder een vermelding van het geluid. Het innerlijke oor was namelijk een ander deel van de menselijke anatomie waarvoor Le Corbusier grote interesse had, dat is ook de reden dat het geluid een belangrijke rol speelt in veel van zijn gebouwen.

## Licht en donker
Le Corbusier was niet onmiddellijk geïnteresseerd om uniform licht te creëren. Hoewel hij van oordeel was dat licht en schaduw een vorm kracht gaven, hadden zijn ontwerpen nood aan een gerichte verlichting voor de creatie van schaduwen. Een voorbeeld waar enorm gespeeld is met licht en donker is in Le Notre Dame du Haut.

### Zin en Betekenis
De tegenstelling tussen licht en donker was uiterst belangrijk voor Le Corbusiers werk, daarom hield hij ook steeds rekening met de 24-uren-dag, de beweging van de zon boven en onder de horizon. Zo werd het gebruikt voor de toegangssteen van Unité d'habitation in Marseille. Duidelijk zien is een thema dat steeds wordt herhaald in Le Corbusiers werk. De ontsporingen van betekenis tussen licht en kennis worden daarom vaak voorkomen in zijn werk.

### Ramen
Le Corbusier toonde in verschillende kleine schetsen 'de geschiedenis van ramen door de eeuwen heen' aan, dit beschrijft hij als 'struggle for light'. Deze geschiedenis wordt geconcludeerd met het hoogtepunt van de beschaving, namelijk het horizontale raam, een van de vijf punten van een nieuwe architectuur en een van de vier raamtypes van Le Corbusier. Deze vier raamtypes zijn: het horizontale raam, het pan de verre, de brise soleil en de ondulatoire, zij zullen hieronder worden besproken.

#### Horizontale ramen
Le Corbusier was onvermurwbaar over de voordelen van het horizontale raam in termen van licht. Hij spande zich erg in voor het onderzoek naar de verbetering van het raam, om zo de complexiteit te verminderen en er voor te zorgen dat ze makkelijker konden worden gebouwd.

#### Pan de verre
Le Corbusiers bedoeling was om zo veel mogelijk licht binnen te laten. Dit kon hij doen door het gebruik van zijn geliefde airconditioning. Zijn visie op de 'juiste ademhaling' vergemakkelijkte de ontwikkeling van de pan de verre, dat een bijna onbelemmerde toetreding van licht bood.

#### Brise soleil
Zoals wel vaker gebeurt, greep Le Corbusier terug op voorbeelden uit het verleden als zich een probleem aandiende. Zo vond hij de oplossing voor zijn oververhitte gevels in de loggia dat een echt brise soleil was. Deze brise soleil geeft koelte in de zomer en warmte in de winter. 'Gepositioneerd ten opzichte van de zon, zou de brise soleil, volgens Le Corbusier, helpen om 'een regel te brengen in de architectuur'. De brise soleil werd daar geplaatst waar zon en schaduw elkaar ontmoeten, volgens Le Corbusier een plaats van grote betekenis.

#### Ondulatoires
De ondulatiores werden voor het eerst gebruikt in La Tourette. Zij werden uitgevonden om geld te besparen, aangezien het glas direct in de betonnen frames kan worden geplaatst. Het basisdetail zou hergebruikt kunnen worden, maar zijn vorm zou bij elke situatie moeten herbekeken worden. Het is dus duidelijk dat de bepaling van zo een raam niet zo een simpele oefening was als het zou moeten zijn.

### Dakverlichting
Le Corbusier onderscheidde verschillende soorten dakverlichting, afhankelijk van de onderscheiden doeleinden. De eerste dakverlichting was vaak schokkend naakt in zijn detail. Op een pragmatisch niveau voegde Le Corbusier vaak klassieke lichtbreuk ramen om licht en ventilatie te voorzien op dakhoogte.

#### Reflectie
Reflectie heeft een belangrijke bijdrage bij de toegang van licht, maar het creëert ook mogelijkheden met de ruimte te spelen. In zijn vroegere huizen maakte hij hiervoor gebruik van spiegels. De reflectiemogelijkheden van water waren bij Le Corbusier ook steeds rijp voor toepassing. Hij beperkte zichzelf niet tot het gebruik van echt water om een subtiel en gevarieerd lichteffect te bereiken.

### Kunstlicht
Reflectie speelde ook een belangrijk deel in Le Corbusiers benadering van kunstlicht. Aan het einde van zijn carrière gebruikte hij lichtsystemen om de puurheid van de structuur te accentueren. Gedurende heel zijn carrière, had Le Corbusier een voorliefde voor uplighters. Dit licht creëert een hol en atmosferisch ruimtegevoel en zou daarom heel efficiënt zijn in de gewelfde huizen. Ze werden ook vaak gebruikt voor benedenniveau met pilaren, zo leek het gebouw erboven te zweven op een kussen van licht.

## Omkadering
Centraal in Le Corbusiers design filosofie staat het idee van omkadering, hij dacht voortdurend in termen van kaders. Deze kaders zijn vaak gebaseerd op de modulor en kunnen vast, impliciet of doorschijnend zijn. Voor Le Corbusier gaf het creëren van kaders hem een kans om zijn bijzondere inzicht van ruimte te accentueren en te prijzen.

### Uitzichten
Het architecturale kader is een middel om de buitenomgeving naar binnen te halen in de omsloten ruimte. Van alle types ramen van Le Corbusier, is het horizontale raam het meest succesvol in het binnenbrengen van de omgeving, dit omdat de horizon zichtbaar is in een lang ononderbroken panorama. Het vierkante raam geeft daarentegen een zicht vooruit. Dit soort ramen heeft niets te maken met beweging, maar met het statisch zijn. Een ander type van omkadering is de opening. Het statische gebruik van de opening is heel karakteristiek voor Le Corbusiers benadering tot detail. Le Corbusier laat de schaduw, de elementen van zijn architectuur benadrukken. Maar soms keert hij deze relatie ook om, door vormen van zijn architectuur eruit te halen en ze in licht te plaatsen.

### Objecten
Le Corbusier wilde, passend bij zijn tendens naar ascetische eenvoud, het huis vrij maken van overbodige hoekjes en kantjes en wilde een gevoel van 'kalmte' creëren binnenin het huis door het gebruik van gegroepeerde zitplaatsen en oplossingen voor berging.

### Ruimte
Voor Le Corbusier was het raam een kader, waarvan de diepte en de randen oneindig veel mogelijkheden boden. Door het gebruik van perspectief, textuur en kleur en uitgekiende plaatsing van kaders, speelde hij een spel met de optische dieptewerking van de ramen.

## Werken

### Belangrijkste gebouwen en projecten
- 1905: Villa Fallet, La Chaux-de-Fonds, Zwitserland
- 1908: Villa Stotzer, Chemin de Pouillerel 6, la Chaux-de-Fonds, Zwitserland
- 1912: Villa Jeanneret-Perret, La Chaux-de-Fonds
- 1916: Villa Schwob, La Chaux-de-Fonds
- 1922: Villa Besnus (Ker-Ka-Ré), Vaucresson, Parijs, Frankrijk
- 1922: Ozenfant House and Studio, Square de Montsouris, Parijs.
- 1923: Villa La Roche/Villa Jeanneret, Parijs
- 1924: Pavillon de L'Esprit Nouveau, Parijs (gesloopt 1926), een replica werd in 1977 gebouwd in Bologna, Italië
- 1924: Quartiers Modernes Frugès, Pessac, Frankrijk
- 1925: Villa Jeanneret, Parijs
- 1926: Villa Cook, Boulogne-sur-Seine, Frankrijk
- 1926: Villa Ternisien, Allee des Pins 5, Boulogne-sur-Seine, Parijs.
- 1927: Maison Guiette, Populierenlaan 32, Antwerpen (het enige bewaarde gebouw van hem in België)
- 1927: Villa Stein, Garches, Parijs.
- 1927: Pleinex House, 24, Bis Boulevard Massena, Parijs.
- 1927: Villas voor de Weißenhofsiedlung, Stuttgart
- 1928: Villa Savoye, Poissy, Frankrijk
- 1929: Cité du Refuge, Armée du Salut, Parijs
- 1930: Pavillon Suisse, Cité Universitaire, Parijs
- 1930: Maison Errazuriz, Chili
- 1930: Las Nubes, huis van Enrique Amorim (Salto, Uruguay)
- 1931: Paleis van de Sovjets, Moskou (project)
- 1931: Immeuble Clarté, Genève
- 1933: Tsentrosoyuz, Moskou
- 1936: Paleis van het ministerie van onderwijs en gezondheid, Rio de Janeiro (als adviseur van Lucio Costa, Oscar Niemeyer en anderen)
- 1938: De Cartesische wolkenkrabber (project)
- 1945: Usine Claude et Duval, Saint-Dié-des-Vosges, Frankrijk
- 1947-1952: Unité d'Habitation, Marseille
- 1948: Curutchet House, La Plata, Argentinië
- 1949-1952: Hoofdkwartier van de Verenigde Naties, New York (adviseur)
- 1950-1954: Bedevaartkapel Notre Dame du Haut, Ronchamp, Frankrijk
- 1951: Cabanon de vacances, Roquebrune-Cap-Martin
- 1951: Maisons Jaoul, Neuilly-sur-Seine, Frankrijk
- 1951: Mill Owners' Association Building, villa Sarabhai en villa Schodan, Ahmedabad, India
- 1952: Unité d'Habitation van Nantes-Rezé, Nantes, Frankrijk
- 1952-1959: Gebouwen in Chandigarh, India
  - 1952: Hof van Justitie (Chandigarh)
  - 1952: Government Museum and Art Gallery, Chandigarh
  - 1953: Overheidssecretariaat (Chandigarh)
  - 1953: Governor's Palace (Chandigarh)
  - 1955: Parlementsgebouw (Chandigarh)
  - 1956: Shodan House
  - 1959: Government College of Art (GCA) en Chandigarh College of Architecture (CCA) (Chandigarh)
- 1956: Museum at Ahmedabad, Ahmedabad, India
- 1956: Saddam Hussein Gymnasium, Baghdad
- 1957: Nationaal museum voor westerse kunst, Tokio
- 1957: Maison du Brésil, Cité Universitaire, Parijs
- 1957-1960: Sainte-Marie de La Tourette, nabij Lyon (met Iannis Xenakis)
- 1957: Unité d'Habitation of Berlin-Charlottenburg, Berlijn
- 1957: Unité d'Habitation of Meaux, Frankrijk
- 1958: Philips Pavilion op de Expo 58, Brussel(met Iannis Xenakis) (gesloopt)
- 1959-1960: Unité d'Habitation van Briey en Forêt, Frankrijk
- 1961: Center for Electronic Calculus, Olivetti, Milaan
- 1961: Carpenter Center for the Visual Arts, Harvard University, Cambridge, Massachusetts, Verenigde Staten
- 1963: House of Man, Zürich
- 1964-1969: Firminy-Vert, Firminy, Frankrijk
  - 1964: Unité d'habitation
  - 1966: Stadion Firminy-Vert
  - 1965: Maison de la culture de Firminy-Vert
  - 1969: Saint-Pierre, Firminy, kerk (postuum afgemaakt in 2006 onder leiding van José Oubrerie's)
- 1967: Heidi Weber Museum (Centre Le Corbusier), Zürich

### Publicaties
- 1918: Après le cubisme, met Amédée Ozenfant
- 1923: Toward an Architecture
- 1925: Urbanisme
- 1925: La Peinture moderne, met Amédée Ozenfant
- 1925: L'Art décoratif d'aujourd'hui
- 1931: Premier clavier de couleurs
- 1935: Aircraft
- 1935: La Ville radieuse
- 1942: Charte d'Athènes
- 1943: Entretien avec les étudiants des écoles d'architecture
- 1945: Les Trois établissements Humains
- 1948: Le Modulor
- 1953: Le Poeme de l'Angle Droit
- 1955: Le Modulor 2
- 1959: Deuxième clavier de couleurs
- 1966: Le Voyage d'Orient

### Werk in openbare collecties (selectie)
- Museum of Modern Art, New York[34]